# 有巣氏
有巣氏（ゆうそうし、拼音: yǒucháo shì）は、古国時代の伝説上の君主・聖人で、家屋の発明を行い、巣湖（中華人民共和国安徽省合肥市にある大きな淡水湖）周辺に古巣国を立てたとされる。大巣氏とも単に巣とも呼ばれることがある。

## 巣居文明
巣居文明（すきょぶんめい）とは、有巣氏のものとされる文明であり、遺跡が見つかっておらず伝説上の存在である。伝説上では巣湖周辺にとどまらず、広い範囲を治めていたとされるが、全容は不明であり、伝説に過ぎない。しかし、四川文明（三星堆遺跡など）と結びつけ、単なる伝説ではないとする学者もいる。ただし、この地域の諸侯国には古蜀があったとされるが、秦の恵文王に滅ぼされるまでの記録はない。また、古代四川地域に関する伝説を記した書とされる『華陽国志』にも、この説を支持する記述はない。

## 変革
有巣氏の時代、家屋の発明以外にも、氏族外との結婚、土葬文化、採集生活が始まったとされる。このような変革があったことからも、伝承においてモデルとなる時代があったのではないかとされる。伝説では有巣氏の子とされる燧人氏が火を発明したとされるため、この時代までは火を用いない生活をしていたことになる。また、有巣氏の名の由来は鳥の巣を真似て家屋を建てたことからとされる。

## その後

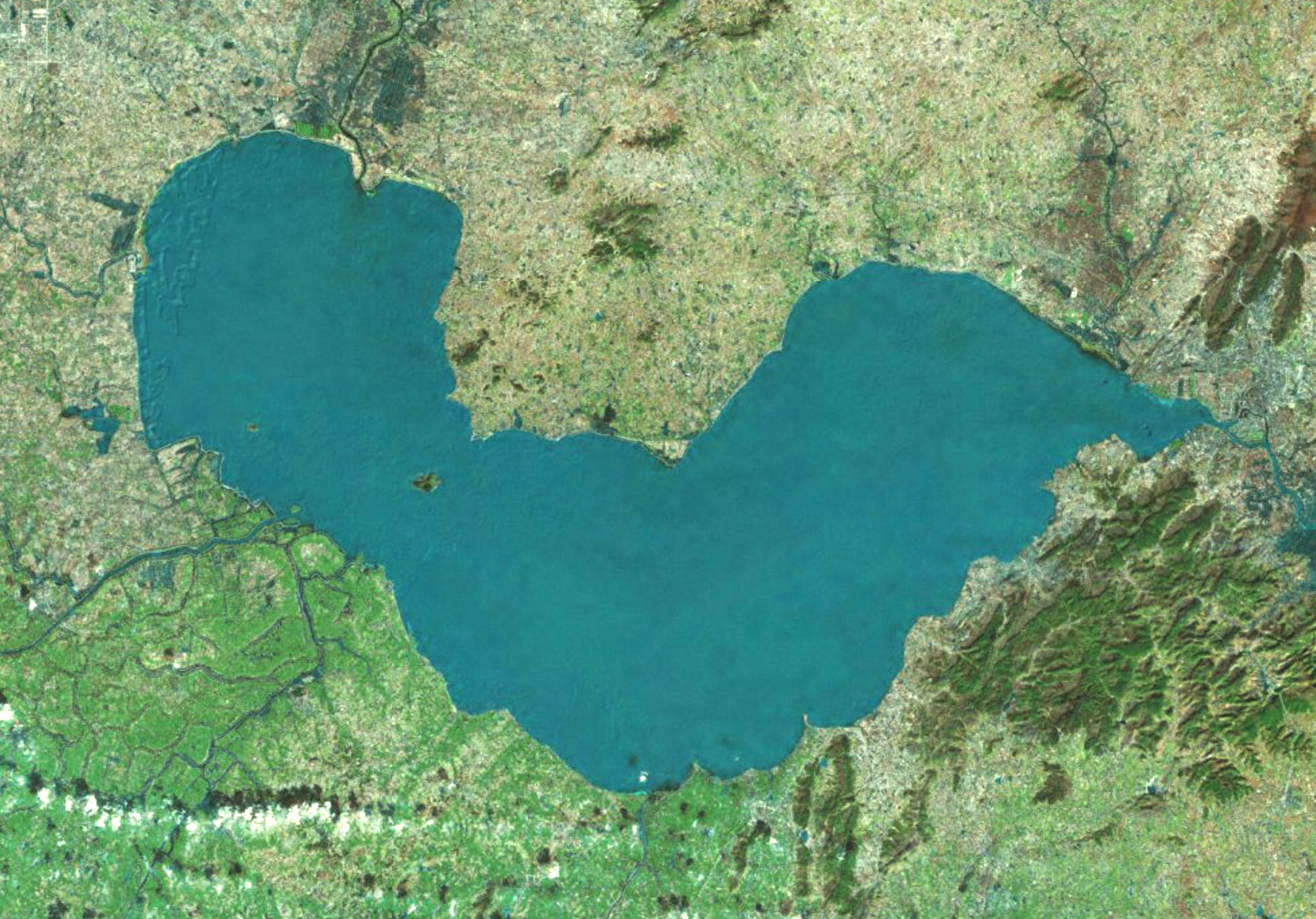
巣湖の衛星写真

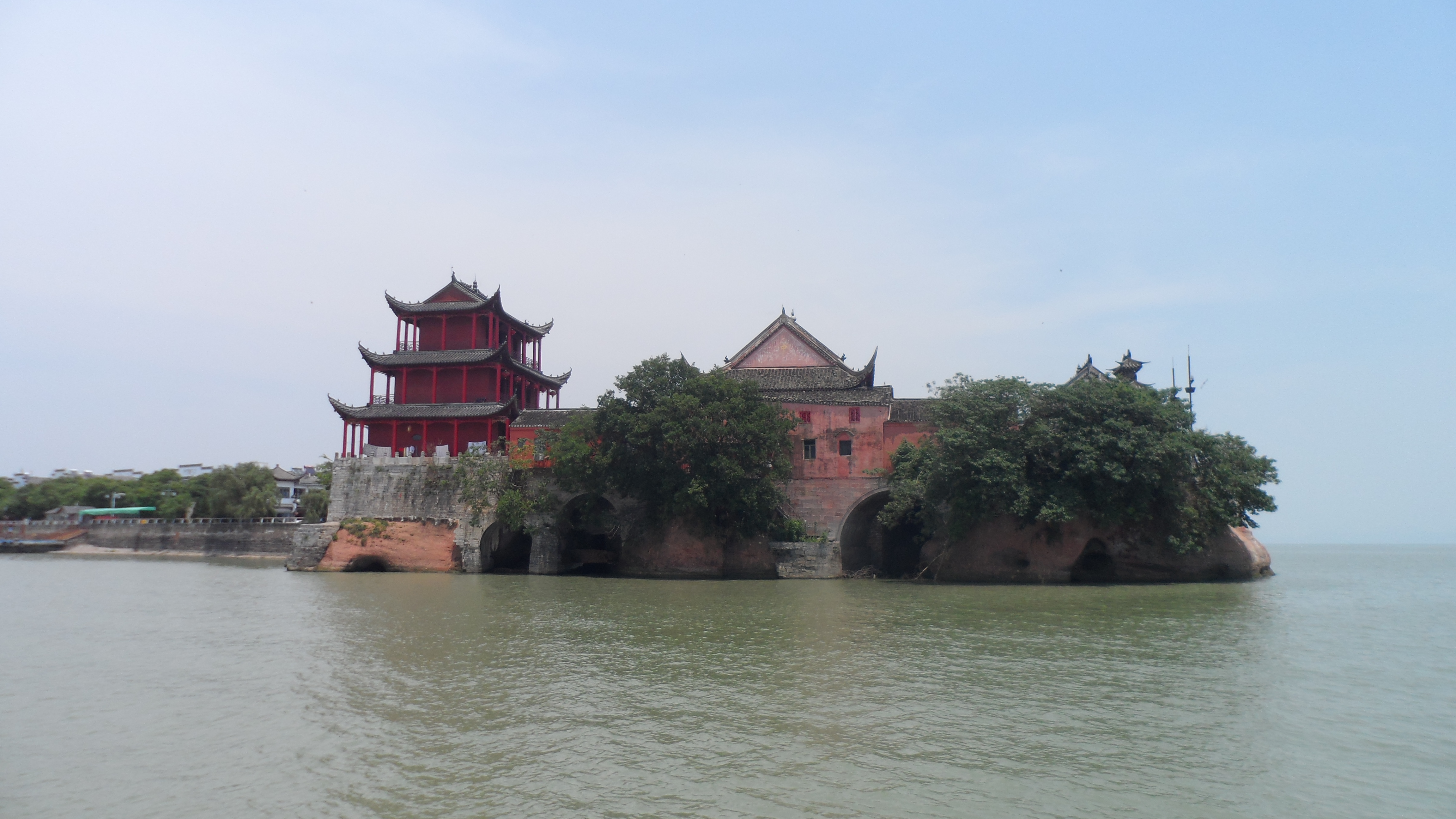
巣湖北岸の姥山島対岸に建つ中廟寺

古巣国は巣国の起源となり、三代にわたって生き残ったとされる。また、夏商革命時に協力して伯爵となったともされる。その後、巣国は紀元前518年に呉によって滅ぼされた。滅亡時は偃姓巣氏を名乗っていたとされる。
巣国の遺跡は巣湖に没している遺跡と比定されている。この遺跡にまつわる水没伝説については、巣州という大都市と竜が現れるが、宇治拾遺物語にも類似の伝説が収められている。